# Brave (przeglądarka)
Brave – darmowa przeglądarka internetowa oparta na silniku Chromium, rozwijana na zasadzie open source, stawiająca przede wszystkim na bezpieczeństwo i ochronę prywatności użytkowników internetu.
Program oferuje minimalistyczny interfejs, funkcję automatycznego blokowania reklam i skryptów oraz automatycznego odtwarzania materiałów wideo. Przeglądarka Brave dostępna jest dla komputerów PC z systemami Windows, macOS i Linux oraz urządzeń mobilnych z Androidem lub iOS.
W sierpniu 2016 r. firma otrzymała 4,5 mln USD inwestycji od firm venture capital, w tym Founders Fund Petera Thiela, Propel Venture Partners, Pantera Capital, Foundation Capital i Digital Currency Group. Łączna kwota inwestycji, jaką otrzymali twórcy przeglądarki, przekracza 7 mln USD.
W październiku 2020 roku Brave został najlepiej ocenianą przeglądarką w sklepie Google Play. W listopadzie 2020 roku Brave poinformował, że ma 20 milionów użytkowników miesięcznie i milion użytkowników aktywnych dziennie, a do maja 2021 liczba miesięcznych użytkowników wzrosła do 32 milionów.

## Funkcje

### Brave Ads
W 2019 roku firma Brave uruchomiła Brave Ads, sieć reklamową, która zwraca użytkownikom 70% udziału w przychodach. Do klientów reklamowych należeli partnerzy firmy, tacy jak Vice, Home Chef, ConsenSys, eToro i inni.

### Brave Rewards
Brave została wyposażona w moduł Brave Rewards, obsługujący kryptowalutę BAT (Basic Attention Token), za pomocą której użytkownicy mogą wspierać ulubione serwisy internetowe (w tym Wikipedię) oraz sami zarabiać pieniądze w zamian za oglądanie reklam.

### Brave Search
Brave Search to wyszukiwarka opracowana przez Brave i wydana w wersji beta w marcu 2021 roku, po przejęciu Tailcat. Wyszukiwarka została opracowana przez Cliqz. Wiązało się to z planami stworzenia własnej wyszukiwarki Brave Search, która została uruchomiona w czerwcu 2021 w wersji beta. Wyszukiwarka ma być początkowo utrzymywana z Brave Ads. W październiku 2021 została domyślną wyszukiwarką w przeglądarce Brave, obsługując wtedy 80 mln wyszukiwań miesięcznie.

### Brave Shields
Brave Shields ma na celu ochronę prywatności użytkownika, utrudniając śledzenie między witrynami. Wiele witryn zawiera wszelkiego rodzaju narzędzia śledzące, które mogą śledzić użytkowników w sieci. Funkcja ta blokuje tego typu treści, zapewniając bezpieczeństwo, a nawet zwiększając prędkość przeglądania.

### Brave Talk
Brave uruchomił również swoją witrynę Brave Talk, która skupia się na tym, aby zapewnić użytkownikom, prywatne i nielimitowane rozmowy z użyciem przeglądarki. Usługa jest oferowana w wersji darmowej oraz płatnej. Twórcy deklarują, iż połączenia w ramach usługi są szyfrowane, jednak użytkownik inicjujący rozmowę musi tę funkcję samodzielnie aktywować. Rozmowy w ramach tej usługi nie posiadają limitu czasowego.